# Gunora de Crépon
Gunora de Crépon, por vezes referida como Gunnora ou Gunnor (c. 936 — 5 de janeiro de 1031), foi duquesa da Normandia e esposa de Ricardo I, o Destemido.

## Vida
Tudo o que se sabe do parentesco de Gunora é que ela pertencia a uma família que se instalou no Pays de Caux. Roberto de Torigni escreveu que ela era filha de um guarda-florestal dessa região e de acordo com Dudo de Saint-Quentin era de origem dinamarquesa nobre. Gunora nasceu provavelmente por volta de 950. Sua família reinou na Normandia ocidental e foi dito que ela mesma era muito rica. Seu casamento com Ricardo I foi de grande importância política, tanto para seu marido e sua progênie. Seu irmão, Herfast de Crépon, foi progenitor de uma grande família normanda. Suas irmãs e sobrinhas casaram-se com alguns dos nobres mais importantes na Normandia.
Roberto de Torigni narra uma história de como Ricardo a conheceu. Ela estava vivendo com sua irmã Seinfreda, a esposa de um guarda-florestal local, quando Ricardo, caçando nas proximidades, ouviu falar da beleza de sua mulher. Ele disse ter ordenado a Seinfreda para vir para sua cama, mas ela foi substituída por sua irmã solteira, Gunora. Ricardo, diz-se, ficou satisfeito pois com este subterfúgio tinha sido salvo de cometer adultério e juntos tiveram três filhos e três filhas. Ao contrário de outros governantes territoriais, os normandos reconheciam a união por coabitação ou more danico (no costume dinamarquês). Mas quando Ricardo foi impedido de indicar seu filho Roberto para ser arcebispo de Ruão, os dois se casaram, "de acordo com o costume cristão", tornando seus filhos legítimos aos olhos da igreja.
Gunora atestou cartas ducais até a década de 1020, era hábil em línguas e foi dito que tinha uma excelente memória. Foi uma das mais importantes fontes de informação sobre a história normanda para Dudo de St. Quentin. Como viúva de Ricardo é mencionado que ela acompanhou os filhos em numerosas ocasiões. É mostrado nas cartas do casal que seu marido dependia dela, onde é variadamente regente da Normandia, uma mediadora e juíza, e, no típico papel de uma mãe aristocrática medieval, uma árbitra entre seu marido e seu filho mais velho Ricardo II.
Gunora foi fundadora e apoiadora da Catedral de Coutances e assentou sua primeira pedra. Em uma de suas cartas após a morte de Ricardo, ela deu dois alódios para a abadia do Monte Saint-Michel, nomeadamente Britavilla e Domjean, dados a ela por seu marido como dote, que ela deu pela alma de seu marido, e o bem-estar de sua própria alma e a de seus filhos "conte Ricardo, arcebispo Roberto, e outros ...". Também atestou uma carta, entre 1024 e 1026, para essa mesma abadia por seu filho, Ricardo II, identificada como Gonnor matris comitis (mãe do conde). Gunora, tanto como esposa e condessa, foi capaz de usar sua influência para ver seus parentes favorecidos, e várias das mais proeminentes famílias anglo-normandas de ambos os lados do Canal da Mancha são descendentes dela, suas irmãs e sobrinhas. Ela morreu por volta de 1031.

## Família
Ricardo e Gunora foram pais de diversos filhos:
- Ricardo II, "o Bom", Duque da Normandia;[15]
- Roberto, Arcebispo de Ruão, Conde de Évreux, morto em 1037;[15]
- Mauger, Conde de Corbeil;[15]
- Ema da Normandia (c. 985–1052), casou-se primeiro com Etelredo II de Inglaterra, e depois com Canuto, o Grande;[15]
- Avoise da Normandia, esposa de Godofredo I, Duque da Bretanha;[15]
- Matilde da Normandia, esposa de Odo II de Blois, Condessa de Blois, Champagne e Chartres.[15]